# Erdbeben von Messina 1908

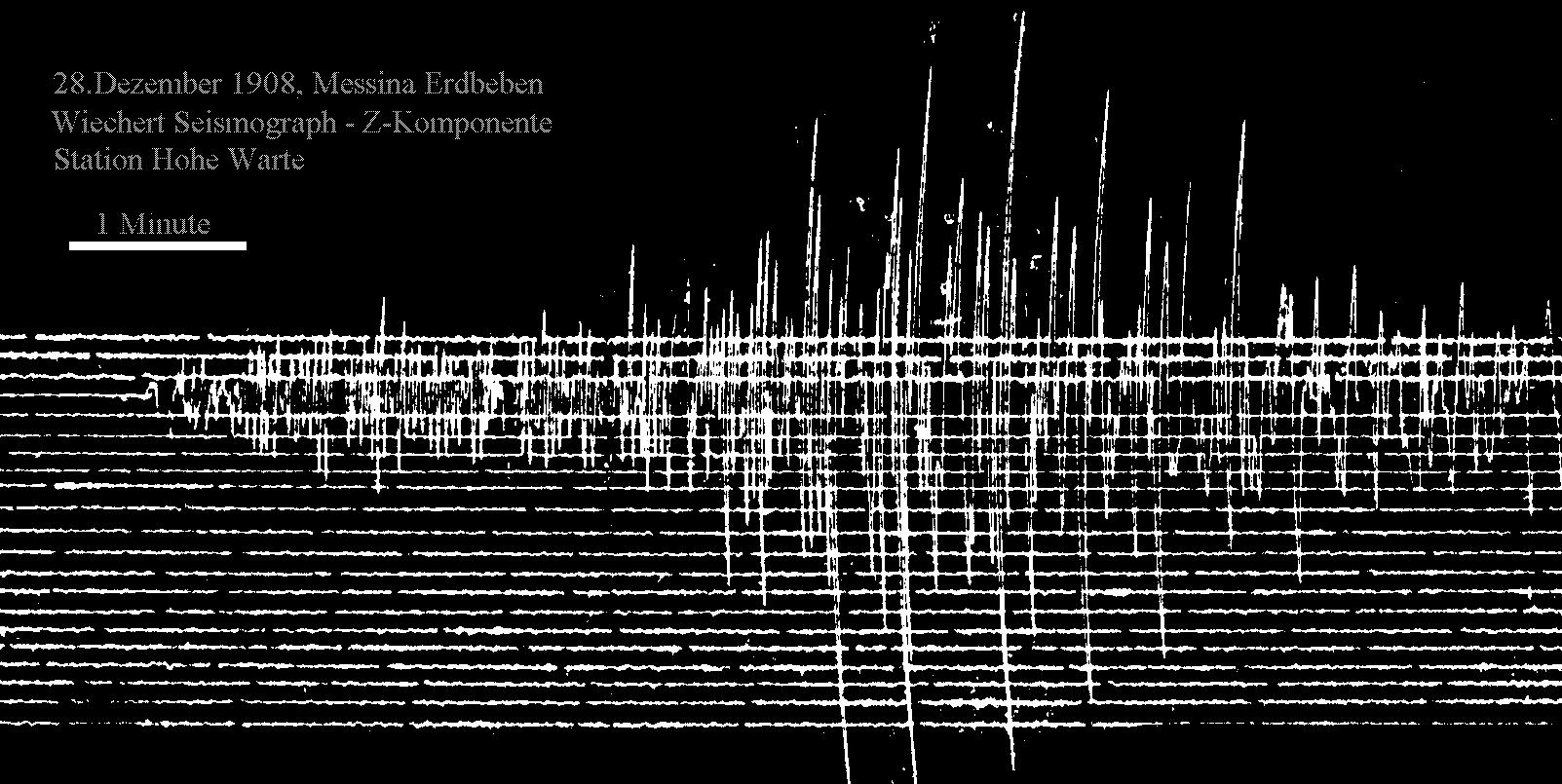
Seismogramm der Station Hohe Warte (ZAMG), Wien

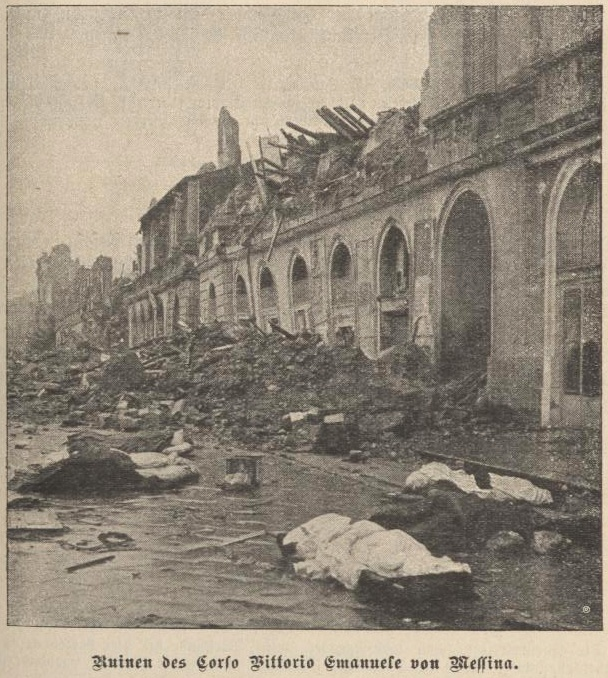
Zerstörungen im Stadtzentrum von Messina

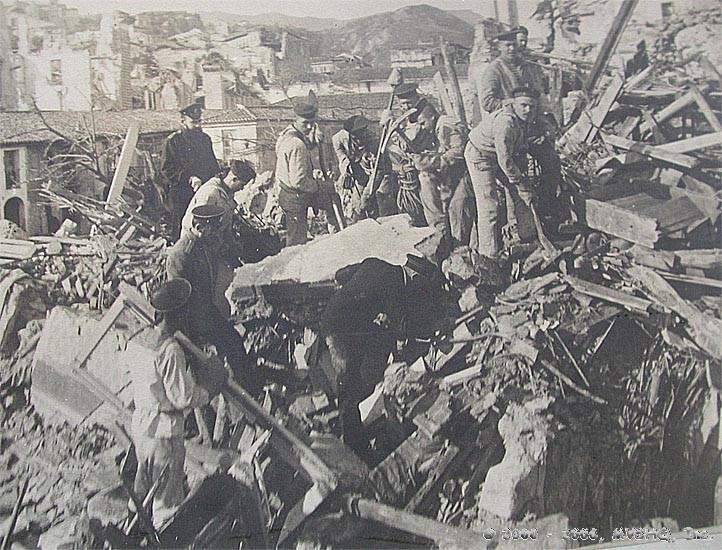
Nach dem Erdbeben in Messina

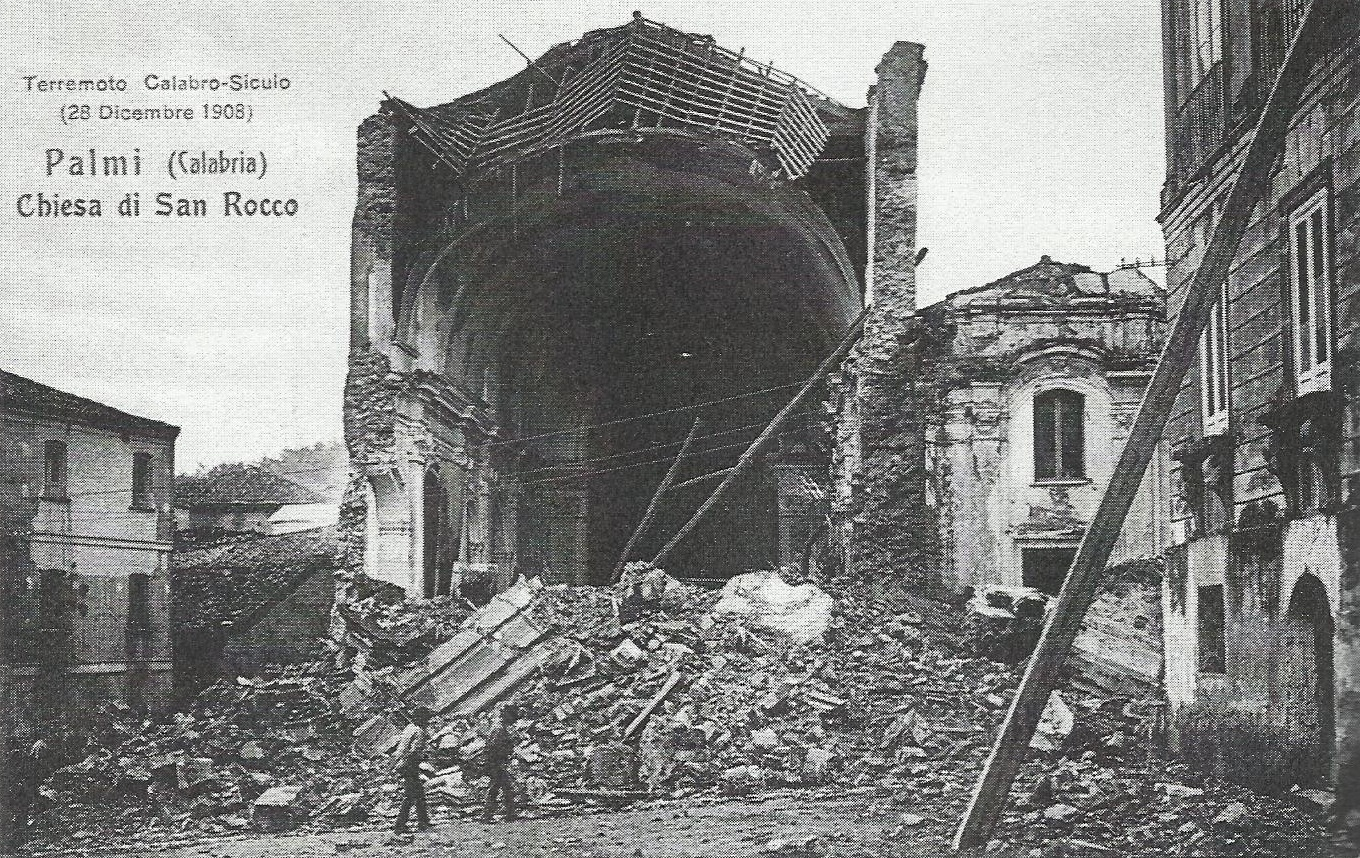
Die zerstörte Kirche von San Rocco in Palmi

Das Erdbeben von Messina 1908 in Italien war die nach Opfern schwerste Naturkatastrophe Europas im 20. Jahrhundert.
Am 28. Dezember 1908 um 05:21 Uhr wurde die Region um die Straße von Messina für 37 Sekunden durch ein starkes Erdbeben erschüttert, die Städte Messina, Reggio Calabria und Palmi  wurden nahezu völlig zerstört. Das Beben hatte nach Vergleichsberechnungen eine Stärke von 7,2 auf der Momenten-Magnituden-Skala.
Ein den Erdstößen folgender Tsunami richtete weitere große Schäden an und forderte weitere Opfer. Die Schätzungen der Opferzahlen gehen auseinander: In Messina und Reggio Calabria verloren demnach zwischen 72.000 und 110.000 Einwohner ihr Leben.

## Die Schäden
In Messina wurden fast alle Gebäude stark beschädigt oder zerstört, unter ihnen der Dom, viele öffentliche Gebäude und auch die Palazzata an der Hafenpromenade, eine imposante einheitliche anderthalb Kilometer lange Fassade zum Meer hin, die dem dahinter liegenden Rathaus, den Seidenmanufakturen und den Handels- und Bankhäusern teilweise vorgeblendet war. Sie verband diese damit und gab ihnen zum Meer hin eine einheitliche palastartige Fassade.
Ebenso schwere Zerstörungen ereilte auch Reggio Calabria, hier wurden unter anderem die Real Palazzina an der Uferpromenade, die Villa Genoese-Zerbi, der barocke Dom und die byzantinische Basilika Cattolica dei Greci zerstört. Beide Städte verloren damit einen großen Teil ihres architektonischen Erbes der vergangenen Jahrhunderte.

## Hilfsmaßnahmen
Erste Hilfsmaßnahmen wurden von den überlebenden Besatzungsmitgliedern des Kreuzers Piemonte und anderer Marineschiffe geleistet. Daneben waren vor allem die aus dem weiter südlich gelegenen Augusta herbeigeeilten russischen Marineverbände und wenig später britische Kriegsschiffe zur Stelle. Einer, der sich ebenfalls hervortat, um professionelle Hilfe zu leisten, war der Schweizer Arzt Walter Sahli.